# シルバーアクセスタイルマガジン
シルバーアクセスタイルマガジンは、笠倉出版社から年2回刊行されていたシルバーアクセサリーの雑誌である。2005年に創刊した。2020年5月28日発売号を最後に休刊。

## 特徴
エントリーユーザーを意識した「オシャレセレブ」企画と、「クロムハーツ特集」、様々なブランドの「アイテムカタログ」の3本柱で構成されている。また、写真にこだわったページ構成や、ヴィジュアル系を特集した表紙、企画なども特徴のひとつである。

## 過去の表紙
- Vol.1 MEGUMI
- Vol.2 Gackt
- Vol.3 Gackt
- Vol.4 the GazettE
- Vol.5 アンティック-珈琲店-
- Vol.6 アリス九號.
- Vol.7 the GazettE
- Vol.8 Gackt
- Vol.9 Alice Nine
- Vol.10 GACKT

## エピソード
Vol.1では「SILVER ACCESSORIES STYLE MAGAZINE 1500」という名称であったが、Vol.2からは現行の「シルバーアクセスタイルマガジン」の表記に変更された。Vol.2では野村誠一が表紙を撮影。Gacktを野村誠一が撮るという斬新な試みを行った。Vol.4ではメジャーデビューしていないthe Gazetteを表紙に起用した。